# Nicolás Della Torre
Nicolás Enrique Della Torre  (Buenos Aires, 1 de marzo de 1990) es un jugador argentino de hockey sobre césped que se desempeña en las posiciones de volante y también como delantero.  Sus inicios fueron en el club Ciudad de Buenos Aires (Muni). Suele ser convocado para la Selección Argentina, con la que jugó hasta el día de la fecha 12 encuentros internacionales. En noviembre de 2020 es convocado por Mariano Roncón en el CeNARD, para la temporada 2022  
Sus condiciones de un buen jugador y de entrenador ya vienen en el ADN de su bisabuelo José Della Torre, más conocido como Pechito Della Torre jugador y entrenador de Racing Club de Avellaneda

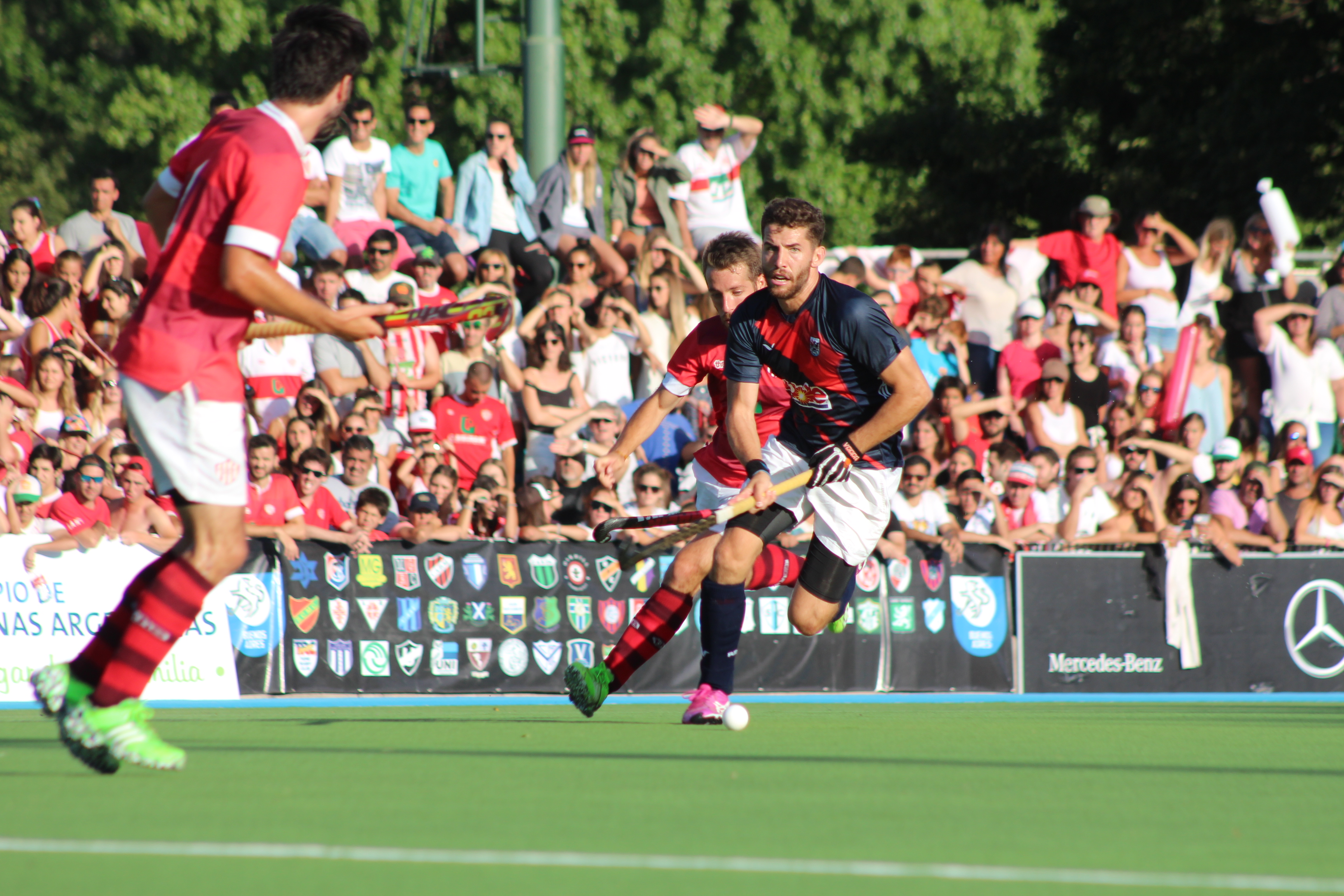
Play Off 2016 en S.A.G.

Fue entrenador del equipo de hockey femenino división 5 en el Club Atlético River Plate.
En el 2016 fue colaborador de la Primera División con Sergio Vigil cuando salió campeón en S.A.G. del Torneo Hockey Mertropolitano Damas
Jugador del Torneo Hockey Metropolitano organizado por Asociación de Hockey de Buenos Aires. En el año 2014 salieron campeones de caballeros con Ciudad de Buenos Aires (Muni). por 14º vez. 
En octubre de 2015 participó en los argentinos mayores.
En sus inicios también ha realizado comerciales de televisión de Disney.

## Premios
Premios Jorge Newbery de plata (premio otorgado por la Ciudad): 2015, 2016.

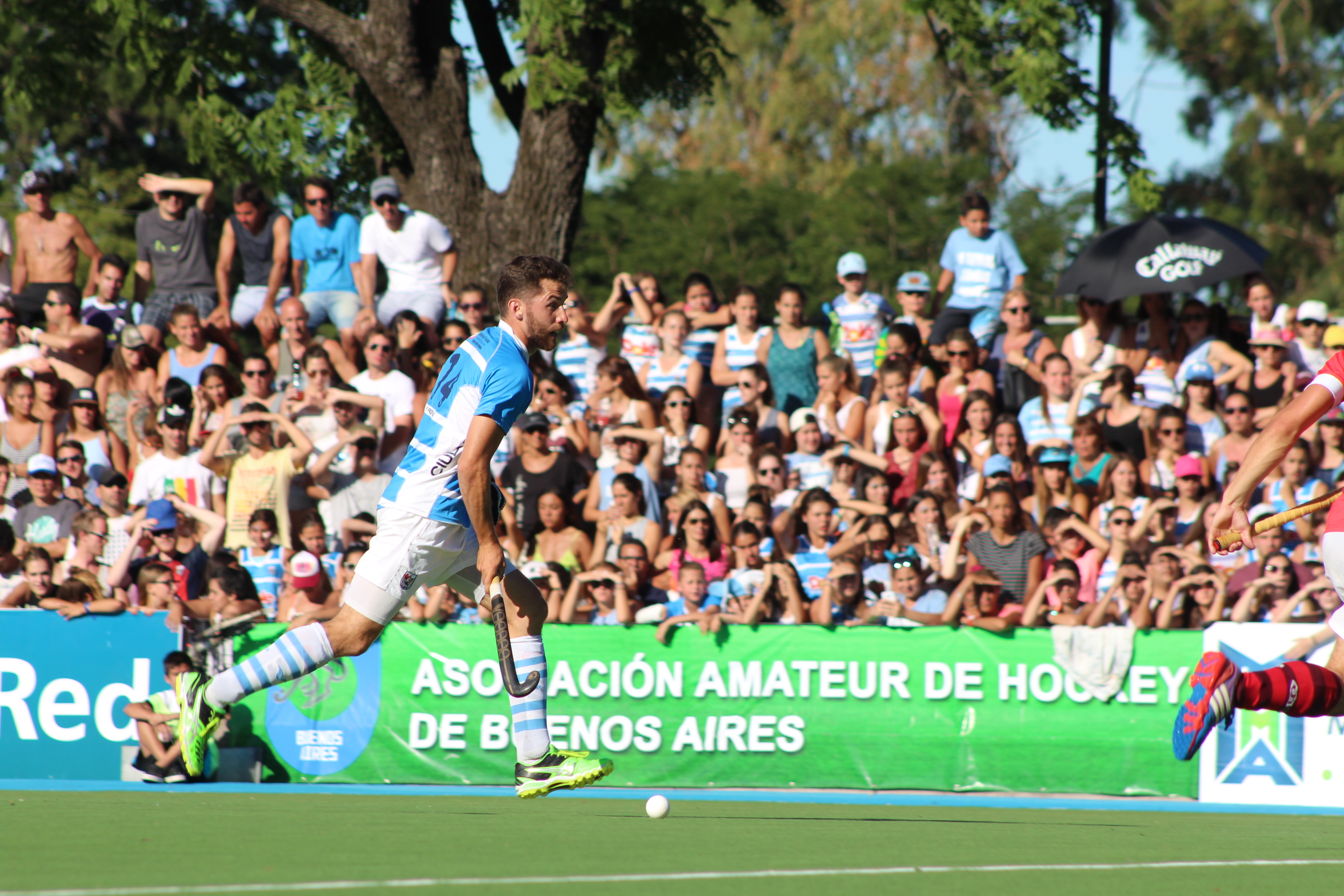

## En el exterior
En Roma, equipo Tevere EUR Hockey.
2014 asistió al Chula Vista (Estados Unidos) Olympic Training Center
En Malasia. Temporada de agosto  2016 e inicios de temporada febrero de 2017 jugador del 
(Terengganu Hockey Team) Malasia, participando en la (Malaysia Hockey League)
En Países Bajos, Bolduque mayo de 2018, en el club HC Den Bosch Heren, participó en al final de la GOLD CUP.
En Bélgica, Lovaina, marzo de 2020, en el club Koninklijke Hockey Club Leuven, desde octubre de 2020 en Amberes en el club KHC Dragons Heren.

## Palmarés (con Leones)

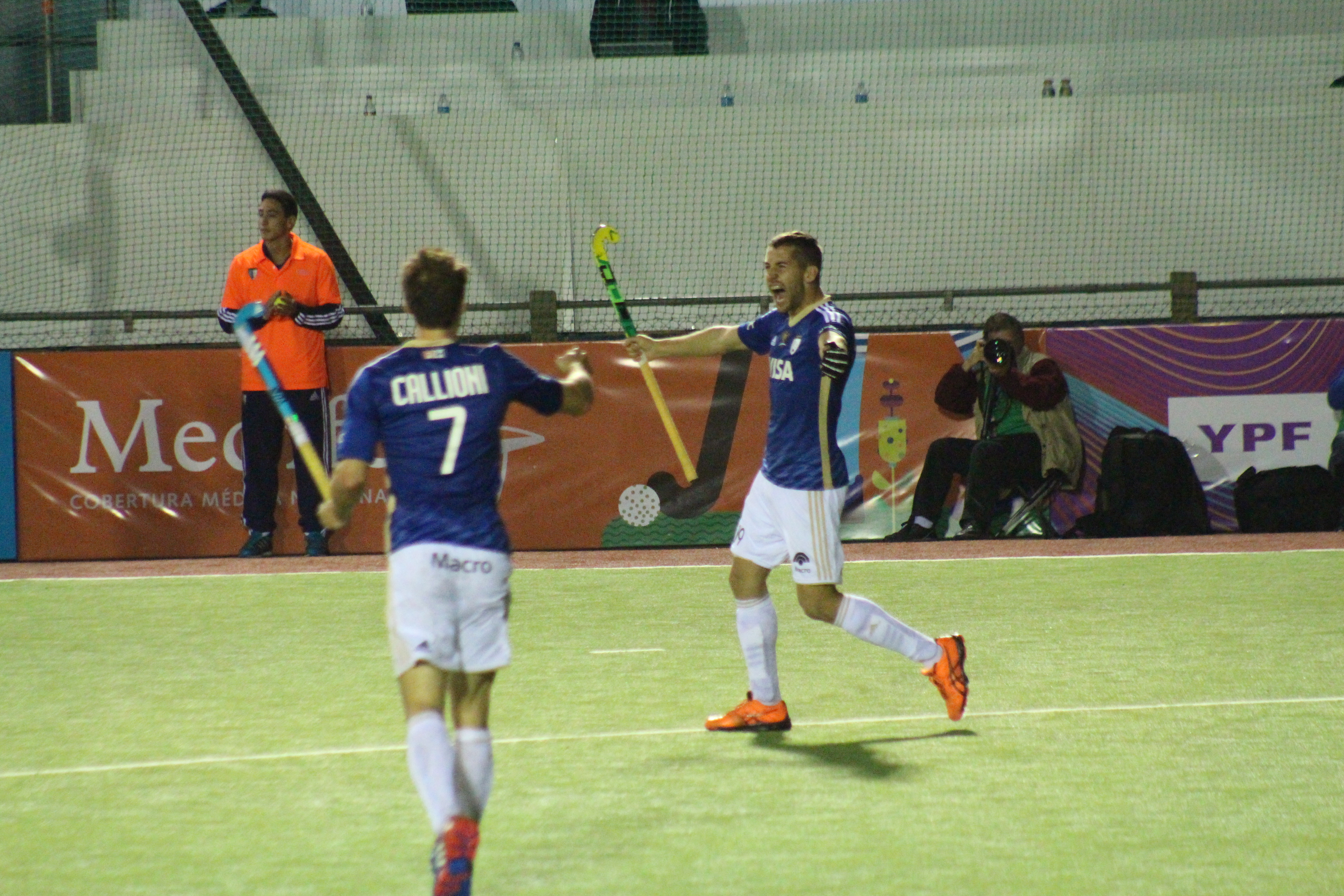
Hockey World League 2015 Argentina.

## Palmarés (con Leones[5])
| Año  | Evento               | Lugar                      |
| ---- | -------------------- | -------------------------- |
| 2013 | Sudamericano         | Santiago de Chile (Chile ) |
| 2015 | Juegos Panamericanos | Toronto (Canadá )          |
| 2015 | World Leage          | Buenos Aires (Argentina )  |